# Berberis toluccensis
Berberis toluccensis är en berberisväxtart som beskrevs av Hort. och William Jackson Bean. Berberis toluccensis ingår i släktet berberisar, och familjen berberisväxter. Inga underarter finns listade i Catalogue of Life.